# Брестовац (Бор)
Брестовац је насеље града Бора у Борском округу. Према попису из 2022. било је 2.594 становника (према попису из 2011. било је 2.690 становника).

## Етимологија
Према предањима, Брестовац је добио назив по стаблима брестова који су расли у долини Брестовачког потока. Под највећим брестом народ се окупљао ради верских обреда па када су полазили ка том дрвету говорили су "Идемо код брестова". Од назива Брестова настао је Брестовац.

## Географија
Брестовац се налази дуж обале Брестовачке реке, а на 5 km од села на истој реци налази се Брестовачка Бања. Центар села се дели на село лева страна и село лева страна у односу на Брестовачку реку, док је остали део села организован у "котуне", "рејоне" или "засеоке": Тилва Њагра, Огашу Бугарин, Колиба, Огашу Брестовцулуј, Огашу Поток (Огашу Жени), Трњане, Думбрава, Бањско Поље, Коза, Краку Кржан, Кучајна, Муреј и Чока Мошулуј.

## Историја
Први запис о селу датира из 1586. године када се Брестовац спомиње као село Видинског санџака под називом Брестова.
Према традицији највећи број становника пореклом је из борског дела тимочке долине, али се претпоставља да су први досељеници из Алмаша у Румунији. Брестовац је до почетка 20. века био типично разбијено село. Са развојем Борског рудника село се почело збијати у данашњи центар села, али ипак село и даље остаје подељено на засеоке.
Прва школа у селу основана је 1867. године као школа за мушку децу, а од 1893. и за женску. Прва школска зграда била је чатмара и изграђена је 1879, а 1904. Брестовац добија школу са три учионице. Данас је то осмогодишња школа која носи назив по Станоју Миљковићу. У селу постоји и црква посвећена Светим апостолима Петру и Павлу.
Уз Брестовац се спомиње и бања. За благотворна дејства извора знало се још у турско доба, али је бања свој развој доживела за време Милоша Обреновића. Изградња бање почела је 1837, а настављена је за време Карађорђевића.

## Демографија
Брестовац је друго највеће село града Бора и Тимочке Крајине, после Злота.
Према попису из 2022. у Брестовцу је било 2.594 становника што је за 96 мање (-3,57%) у односу на попис из 2011. када је било 2.690 становника. У насељу живи 2.249 пунолетних становника, а просечна старост становништва износи 48,03 година (46,42 код мушкараца и 49,70 код жена).
Према подацима пописа из 2022. у насељу има 1091 домаћинства, а просечан број чланова по домаћинству је 2,38, а према попису из 2002. у насељу је било 966 домаћинстава, а просечан број чланова по домаћинству је 3,05.
Становништво у овом насељу веома је нехомогено.
|             | \| Демографија[5] \| Демографија[5] \| Демографија[5] \| \| Година \| Становника \| Становника \| \| -------------- \| -------------- \| -------------- \| \| 1948. \| 2.051 \| \| \| 1953. \| 2.120 \| \| \| 1961. \| 2.350 \| \| \| 1971. \| 2.201 \| \| \| 1981. \| 2.121 \| \| \| 1991. \| 3.140 \| 3.086 \| \| 2002. \| 2.950 \| 3.039 \| \| 2011. \| 2.690 \| \| \| 2022. \| 2.594 \| \| |            |
| Демографија | |            |
| Година      | Становника | Становника |
| 1948.       | 2.051 |            |
| 1953.       | 2.120 |            |
| 1961.       | 2.350 |            |
| 1971.       | 2.201 |            |
| 1981.       | 2.121 |            |
| 1991.       | 3.140 | 3.086      |
| 2002.       | 2.950 | 3.039      |
| 2011.       | 2.690 |            |
| 2022.       | 2.594 |            |

| Етнички састав према попису из 2002.‍ | Етнички састав према попису из 2002.‍ | Етнички састав према попису из 2002.‍ | Етнички састав према попису из 2002.‍ | Етнички састав према попису из 2002.‍ |
| ------------------------------------ | ------------------------------------ | ------------------------------------ | ------------------------------------ | ------------------------------------ |
|                                      |                                      |                                      |                                      |                                      |
| Срби                                 | Срби                                 |                                      | 1.864                                | 63,18%                               |
| Власи                                | Власи                                |                                      | 732                                  | 24,81%                               |
| Југословени                          | Југословени                          |                                      | 25                                   | 0,84%                                |
| Црногорци                            | Црногорци                            |                                      | 18                                   | 0,61%                                |
| Румуни                               | Румуни                               |                                      | 14                                   | 0,47%                                |
| Роми                                 | Роми                                 |                                      | 14                                   | 0,47%                                |
| Македонци                            | Македонци                            |                                      | 11                                   | 0,37%                                |
| Словаци                              | Словаци                              |                                      | 4                                    | 0,13%                                |
| Словенци                             | Словенци                             |                                      | 2                                    | 0,06%                                |
| Бугари                               | Бугари                               |                                      | 2                                    | 0,06%                                |
| Хрвати                               | Хрвати                               |                                      | 1                                    | 0,03%                                |
| Украјинци                            | Украјинци                            |                                      | 1                                    | 0,03%                                |
| Русини                               | Русини                               |                                      | 1                                    | 0,03%                                |
| Муслимани                            | Муслимани                            |                                      | 1                                    | 0,03%                                |
| Мађари                               | Мађари                               |                                      | 1                                    | 0,03%                                |
| непознато                            | непознато                            |                                      | 17                                   | 0,57%                                |

| Година пописа     | 1948. | 1953. | 1961. | 1971. | 1981. | 1991. | 2002. |
| ----------------- | ----- | ----- | ----- | ----- | ----- | ----- | ----- |
| Број домаћинстава | 496   | 503   | 635   | 614   | 625   | 925   | 966   |

| Број чланова      | 1   | 2   | 3   | 4   | 5  | 6  | 7  | 8 | 9 | 10 и више | Просек |
| ----------------- | --- | --- | --- | --- | -- | -- | -- | - | - | --------- | ------ |
| Број домаћинстава | 195 | 230 | 166 | 203 | 87 | 60 | 18 | 6 | 1 | 0         | 3,05   |

| Пол    | Укупно | Неожењен/Неудата | Ожењен/Удата | Удовац/Удовица | Разведен/Разведена | Непознато |
| ------ | ------ | ---------------- | ------------ | -------------- | ------------------ | --------- |
| Мушки  | 1.247  | 340              | 779          | 58             | 70                 | 0         |
| Женски | 1.275  | 221              | 770          | 218            | 64                 | 2         |
| УКУПНО | 2.522  | 561              | 1.549        | 276            | 134                | 2         |

| Пол    | Укупно                    | Пољопривреда, лов и шумарство | Рибарство                            | Вађење руде и камена | Прерађивачка индустрија       |
| ------ | ------------------------- | ----------------------------- | ------------------------------------ | -------------------- | ----------------------------- |
| Мушки  | 648                       | 11                            | 0                                    | 129                  | 270                           |
| Женски | 397                       | 22                            | 0                                    | 23                   | 120                           |
| УКУПНО | 1.045                     | 33                            | 0                                    | 152                  | 390                           |
| Пол    | Производња и снабдевање   | Грађевинарство                | Трговина                             | Хотели и ресторани   | Саобраћај, складиштење и везе |
| Мушки  | 35                        | 12                            | 41                                   | 8                    | 41                            |
| Женски | 2                         | 2                             | 50                                   | 25                   | 10                            |
| УКУПНО | 37                        | 14                            | 91                                   | 33                   | 51                            |
| Пол    | Финансијско посредовање   | Некретнине                    | Државна управа и одбрана             | Образовање           | Здравствени и социјални рад   |
| Мушки  | 2                         | 23                            | 17                                   | 20                   | 18                            |
| Женски | 9                         | 9                             | 17                                   | 32                   | 52                            |
| УКУПНО | 11                        | 32                            | 34                                   | 52                   | 70                            |
| Пол    | Остале услужне активности | Приватна домаћинства          | Екстериторијалне организације и тела | Непознато            | Непознато                     |
| Мушки  | 12                        | 1                             | 0                                    | 8                    | 8                             |
| Женски | 16                        | 0                             | 0                                    | 8                    | 8                             |
| УКУПНО | 28                        | 1                             | 0                                    | 16                   | 16                            |

## Галерија
- Брестовац (Бор)
- Брестовац панорама
- Брестовац јесењи поглед
- Брестовац зимска панорама
- Брестовац (Бор)
- Брестовац, у позадини Металург-Бор
- Брестовац рудник Чукару Пеки